# Antonio Gramsci
Antonio Gramsci [antónijo grámši], italijanski pisatelj, politik in politični teoretik, * 22. januar 1891, Ales (Oristano), Sardinija, † 27. april 1937, Rim. 
Gramsci je bil ustanovitelj in vodja Italijanske komunistične partije, v svojih delih pa se je pogosto ukvarjal z analiziranjem kulture in političnega vodenja. Slovi kot izstopajoči in izvirni mislec marksistične tradicije.  Med njegove najbolj znane koncepte sodi kulturna hegemonija kot način vzdrževanja države v kapitalistični družbi.

## Življenjepis
Rodil se je na italijanskem otoku Sardiniji in bil četrti od sedmih sinov Francesca Gramscija. Slednji je bil nižji uradnik, ki so ga zaradi prevare zaprli, kar je njegovo družino pahnilo v revščino. Že od rane mladosti je imel zdravstvene težave - kot otrok si je poškodoval hrbtenjačo, tako da se je telo slabo razvijalo, prav tako je imel vse življenje težave z notranjimi organi.
Vendar je bil odličen študent in je tako 1911. leta prejel štipendijo za študij na turinski univerzi. Prevzela ga je literatura, rad se je ukvarjal tudi z lingvistiko. 1913. leta se je pridružil italijanski socialistični stranki, bržkone zaradi mladostniških izkušenj na Sardiniji, kjer je spoznal težko življenje tamkajšnjih kmetovalcev, in v Turinu, kjer je zaradi nagle industrializacije rasel siromašen delavski proletariat. 
Zaradi revščine in težav z zdravjem je 1915. leta opustil študij, vendar je do tedaj dobro spoznal zgodovino in filozofijo. Spoznal je misel Labriole, Rudolfa Mondolfa, Giovannija Gentileja in, kar je nemara še najbolj pomembno, Croceja.
Že od leta 1914 je bil aktiven publicist, svobodni novinar, in je sodeloval pri številnih levo usmerjenih publikacijah. Pet let kasneje je sodeloval pri ustanovitvi glasila L'Ordine Nuovo (Novi Red), okoli katerega se je oblikovala skupina somišljenikov, kasnejših ustanoviteljev italijanske komunistične stranke. To so ustanovili 21. januarja 1921 v Livornu. Leto kasneje je Gramsci odpotoval v Rusijo, kjer je spoznal Julijo Šuht, mlado violinistko, s katero sta imela dva otroka.
Mussolini je leta 1922 in 1923 izvedel obsežnejšo akcijo, s katero je želel zadušiti opozicijske politične stranke in takrat so ujeli večino voditeljev komunistične stranke, Gramscijevih kolegov. Gramsci je tako prevzel vodstvo stranke. 9. novembra 1926 so fašisti sprejeli nov paket izrednih zakonov kot posledico domnevnega poskusa atentata na Mussolinija nekaj dni pred tem. Policija je Gramscija aretirala, čeprav je imel poslansko imuniteto. Najprej so mu izrekli petletno zaporno kazen na osamljenem otoku Ustica, naslednje leto je prejel 20 letno zaporno kazen v kaznilnici Turi v bližini Barija. 1934 so ga zaradi slabega zdravja pogojno izpustili, vendar je kmalu zatem umrl v Rimu. Star je bil 46 let.

## Misel
Gramsci velja za enega najbolj pomembnih marksističnih mislecev 20. stoletja in je močno vplival na razvoj zahodnoevropskega marksizma. Napisal je več kot 30 zvezkov in 3000 strani zgodovinskih in analitičnih besedil. 
Med drugim je izpostavil koncept kulturne hegemonije kot sredstva ohranjanja kapitalistične države, prav tako potrebo po izobraževanju delavstva, s čimer bi razvili inteligenco delavskega razreda. Vzpostavil je razlikovanje med politično družbo (policijo, vojsko, pravnim sistemom ipd.), ki dominira neposredno in s silo, in civilno družbo (družina, izobraževalni sistem, sindikati ipd.), kjer se vodenje konstituira  skozi ideologijo ali s privolitvijo. Prav tako je kritiziral ekonomski determinizem in filozofski materializem.

## O fašizmu
Glede italijanskega vprašanja Gramsci pravi, da je Dino Grandi z vsakim poskusom poskušal prisiliti vse možne svetovne kongrese, ki so bili pozvani k reševanju problemov italijanskega vprašanja kot temeljnega elementa evropske in svetovne obnove in pacifikacije. Zaradi prenaseljenosti bi bilo treba, da se Italiji omogoči gospodarska in demografska širitev. Treba je ugotoviti, ali je demografska sestava »zdrava« tudi za kapitalistični in premoženjski režim, zato jo je treba analizirati.
O etično-politični zgodovini omeni predvsem Croceja in njegov esej Zgodovina Evrope v 19. stoletju. Težava se pojavlja v tem, da je cilj Crocejevega dela ustvariti ideološko gibanje, ki ustreza času, ki ga je obravnaval Croce. V razmerah Gramscijevega časa bi bilo gibanje, ki bi temu ustrezalo, fašistično gibanje. Ideološka hipoteza fašizma je pasivna revolucija v tem, da bi se s korporativno organizacijo uvedle spremembe v gospodarsko strukturo države, da bi poudarili element »proizvodnega načrta«. To, da je takšno shemo mogoče prenesti v prakso, ima relativno vrednost: vendar ima prednost, da se ustvari obdobje čakanja in upanja v ljudeh. Ta ideologija bi služila kot element »pozicijske vojne« na mednarodnem gospodarskem področju.
V poglavju o nacionalni ekonomski strukturi Gramsci omenja Rodolfa Morandija. Morandiju drugi očitajo, da ne upošteva stroškov italijanske industrije. Gramsci pa soglaša z Morandijem, da velik del dejavnosti zgodovinske desnice je bil pravzaprav namenjen ustvarjanju splošnih tehničnih pogojev, v katerih je bila mogoča velika industrija in se je lahko širil in napredoval velik kapitalizem; šele s prihodom levice in zlasti s Crispijem pride do »izdelovanja proizvajalcev« se je italijanski bančni sistem v mnogih pogledih znašel v enakem položaju kot angleški finančni trg sredi leta 1931. Napaka je bila v tem, da se je hotelo oživeti industrijsko organizacijo, da bi Italija bila »neodvisna od tujine«. Ker ni bila »odvisna« od izdelkov v tujini, je ostala vedno bolj odvisna od kapitala. Italija je država, ki ima največjo težo parazitskega prebivalstva.
Padec delniškega trga je povzročil neizmeren premik bogastva in pojav »simultane« razlastitve prihrankov ogromnih množic prebivalstva, zlasti v Ameriki. Zdi se, da je sistem, ki ga je italijanska vlada v zadnjih letih okrepila, vsaj za skupino držav najbolj racionalen in organski. Njene posledice so, da množica ima raje državne obveznice. Lahko rečemo, da masa varčevalcev želi prekiniti kakršno koli neposredno povezavo z zasebnim kapitalističnim sistemom. Država ima tako v kapitalističnem sistemu vloženo prvovrstno funkcijo.
Ko država prevzame to funkcijo, mora država preveriti ali se naložbe, ki se izvajajo z njo, dobro upravljajo za bistvene gospodarske potrebe, sicer bi nezaupanje, ki danes vpliva na zasebno trgovino, zadelo tudi državo. Zato je treba spodbuditi agrarno in industrijsko reformo, da se vsi dohodki zmanjšajo na funkcionalne tehnično-industrijske potrebe.